# Qatar Stars League
Qatar Stars League är den högsta divisionen i fotbollssystemet i Qatar.
År 2003 gav Qatars olympiska kommitté alla lag en summa motsvarande 10 miljoner dollar vardera för att rekrytera upp till fyra stora stjärnor per lag för att höja den qatariska ligan och fotbollen. Det ledde till att spelare som Gabriel Batistuta, Romário, Stefan Effenberg, Mario Basler, Ali Benarbia, Sabri Lamouchi, Frank de Boer, Ronald de Boer och Frank Leboeuf kom till Qatar. 

## Regler
- Varje klubb spelar 22 matcher per säsong. Alla lag möter varandra två gånger.
- Lag på placering ett vinner Q-League och går till Qatar Crown Prince Cup tillsammans med lag på placering två till fyra. Semifinal med hemma- och bortamöte samt final.
- Laget på plats 11 och 12 åker ner till andra divisionen medan lagen som slutar etta respektive tvåa i andra divisionen går upp till Q-League.

## Klubbar säsongen 2019/2020
| Qatar Stars League | Qatar Stars League | Qatar Stars League            | Qatar Stars League |
| Klubb              | Stad               | Arena                         | År grundat         |
| ------------------ | ------------------ | ----------------------------- | ------------------ |
| Al Ahli Doha       | Doha               | Hamad bin Khalifa Stadium     | 1950               |
| Al-Arabi           | Doha               | Grand Hamad Stadium           | 1952               |
| Al-Duhail          | Doha               | Abdullah bin Khalifa Stadium  | 2009               |
| Al Gharafa         | Al Rayyan          | Thani bin Jassim Stadium      | 1979               |
| Al-Khor            | Al Khor            | Al-Khawr Stadium              | 1961               |
| Al Rayyan          | Al Rayyan          | Jassim Bin Hamad Stadium      | 1967               |
| Al Sadd            | Al Sadd            | Khalifa International Stadium | 1969               |
| Al Sailiya         | Doha               | Ahmed bin Ali Stadium         | 1995               |
| Al-Shahania        | Al-Shahaniya       | Grand Hamad Stadium           | 1998               |
| Al-Wakrah          | Al Wakrah          | Saoud bin Abdulrahman Stadium | 1959               |
| Qatar SC           | Al Dafna, Doha     | Suhaim bin Hamad Stadium      | 1959               |
| Umm Salal          | Umm Salal          | Thani bin Jassim Stadium      | 1979               |

## Utmärkelser
| År   | Årets spelare        | Klubb        | Årets tränare      | Klubb         |
| ---- | -------------------- | ------------ | ------------------ | ------------- |
| 2006 | Sebastián Soria      | Al Gharafa   | Jorge Fossati      | Al Sadd       |
| 2007 | Emerson Sheik        | Al Sadd      | Jorge Fossati      | Al Sadd       |
| 2008 | Aziz Ben Askar       | Umm Salal    | Marcos Paquetá     | Al Gharafa    |
| 2009 | Leonardo Pisculichi  | Al Arabi     | Sebastião Lazaroni | Qatar SC      |
| 2010 | Juninho Pernambucano | Al Gharafa   | Caio Júnior        | Al Gharafa    |
| 2011 | Bakari Koné          | Lekhwiya     | Abdullah Mubarak   | Al Ahli       |
| 2012 | Rodrigo Tabata       | Al-Rayyan    | Diego Aguirre      | Al-Rayyan     |
| 2013 | Khalfan Ibrahim      | Al Sadd      | Hussein Amotta     | Al Sadd       |
| 2014 | Nadir Belhadj        | Al Sadd      | Sami Trabelsi      | Al-Sailiya SC |
| 2015 | Hassan Al-Haydos     | Al Sadd      | Michael Laudrup    | Lekhwiya SC   |
| 2016 | Rodrigo Tabata       | Al-Rayyan    | Jorge Fossati      | Al-Rayyan     |
| 2017 | Nam Tae-hee          | Lekhwiya     | Jesualdo Ferreira  | Al Sadd       |
| 2018 | Youssef Msakni       | Al-Duhail SC | Djamel Belmadi     | Al-Duhail SC  |
| 2019 | Akram Afif           | Al Sadd      | Jesualdo Ferreira  | Al Sadd       |

## Skytteligasegrare genom tiderna
| År        |                    | Namn                                | Lag                   | Mål |
| 1980/1981 | Qatar              | Hassan Mattar                       | Al-Sadd               | 9   |
| 1981/1982 | Qatar              | Mansoor Muftah                      | Al-Rayyan             | 19  |
| 1982/1983 | Qatar              | Mansoor Muftah                      | Al-Rayyan             | 10  |
| 1983/1984 | Qatar              | Mansoor Muftah                      | Al-Rayyan             | 7   |
| 1984/1985 | Qatar              | Ahmed Yaqoub                        | Al-Arabi              | 7   |
| 1985/1986 | Qatar              | Mansoor Muftah                      | Al-Rayyan             | 20  |
| 1986/1987 | Qatar              | Hassan Sabela                       | Al-Ahli               | 9   |
| 1987/1988 | Qatar              | Hassan Jowhar                       | Al-Sadd               | 11  |
| 1988/1989 | Iran               | Farshad Pious                       | Al-Ahli               | 9   |
| 1989/1990 | Brasilien          | Marco Antônio                       | Al-Arabi              | 10  |
| 1990/1991 | Qatar              | Mahmoud Soufi                       | Al-Ittihad            | 10  |
| 1991/1992 | Qatar              | Mubarak Mustafa                     | Al-Arabi              | 8   |
| 1992/1993 | Qatar              | Mubarak Mustafa                     | Al-Arabi              | 9   |
| 1993/1994 | Irak               | Ahmed Radhi                         | Al-Wakra              | 16  |
| 1994/1995 | Qatar              | Mohammed Salem Al-Enazi             | Al-Rayyan             | 9   |
| 1995/1996 | Nigeria            | Richard Owebukeri                   | Al-Arabi              | 16  |
| 1996/1997 | Qatar              | Mubarak Mustafa                     | Al-Arabi              | 11  |
| 1997/1998 | Marocko            | Hussein Amouta                      | Al-Sadd               | 10  |
| 1998/1999 | Angola             | Fabrice Akwa                        | Al-Wakra              | 11  |
| 1999/2000 | Qatar              | Mohammed Salem Al-Enazi             | Al-Rayyan             | 14  |
| 2000/2001 | Senegal            | Mamoun Diop                         | Al-Wakra              | 14  |
| 2001/2002 | Algeriet           | Rachid Amrane                       | Al-Ittihad            | 16  |
| 2002/2003 | Marocko            | Rachid Rokki                        | Al-Khor               | 15  |
| 2003/2004 | Argentina          | Gabriel Batistuta                   | Al-Arabi              | 25  |
| 2004/2005 | Brasilien          | Sonny Anderson                      | Al-Rayyan             | 20  |
| 2005/2006 | Ecuador            | Carlos Tenorio                      | Al-Sadd               | 21  |
| 2006/2007 | Irak               | Younis Mahmoud                      | Al-Gharafa            | 24  |
| 2007/2008 | Brasilien          | Clemerson de Araújo                 | Al-Gharafa            | 27  |
| 2008/2009 | Brasilien          | Magno Alves                         | Umm-Salal Sports Club | 25  |
| 2009/2010 | Brasilien · Irak   | Cabore Younis Mahmoud               | Al-Arabi Al-Gharafa   | 21  |
| 2010/11   | Irak               | Younis Mahmoud                      | Al-Gharafa            | 15  |
| 2011/12   | Brasilien          | Adriano                             | Al-Jaish              | 18  |
| 2012/13   | Uruguay            | Sebastián Soria                     | Lekhwiya SC           | 19  |
| 2013/14   | Kongo-Kinshasa     | Dioko Kaluyituka                    | Al-Ahli Doha          | 22  |
| 2014/15   | Kongo-Kinshasa     | Dioko Kaluyituka                    | Al-Ahli Doha          | 25  |
| 2015–16   | Marocko · Qatar    | Abderrazak Hamdallah Rodrigo Tabata | El Jaish SC Al Rayyan | 21  |
| 2016–17   | Algeriet · Marocko | Baghdad Bounedjah Youssef El-Arabi  | Al-Sadd Lekhwiya      | 24  |
| 2017–2018 | Marocko            | Youssef El-Arabi                    | Al-Duhail SC          | 26  |
| 2018–2019 | Algeriet           | Baghdad Bounedjah                   | Al-Sadd SC            | 39  |

## Vinnare av Q-League
| - 1963/1964 : Al-Maref - 1964/1965 : Al-Maref - 1965/1966 : Al-Maref - 1966/1967 : Al-Oruba - 1967/1968 : Al-Oruba - 1968/1969 : Al-Oruba - 1969/1970 : Al-Oruba - 1970/1971 : Al-Oruba - 1971/1972 : Al-Sadd - 1972/1973 : Al-Esteqlal - 1973/1974 : Al-Sadd - 1974/1975 : ingen mästare - 1975/1976 : Al-Rayyan - 1976/1977 : Al-Esteqlal - 1977/1978 : Al-Rayyan | - 1978/1979 : Al-Sadd - 1979/1980 : Al-Sadd - 1980/1981 : Al-Sadd - 1981/1982 : Al-Rayyan - 1982/1983 : Al-Arabi - 1983/1984 : Al-Rayyan - 1984/1985 : Al-Arabi - 1985/1986 : Al-Rayyan - 1986/1987 : Al-Sadd - 1987/1988 : Al-Sadd - 1988/1989 : Al-Sadd - 1989/1990 : Al-Rayyan - 1990/1991 : Al-Arabi - 1991/1992 : Al-Ittihad - 1992/1993 : Al-Arabi | - 1993/1994 : Al-Arabi - 1994/1995 : Al-Rayyan - 1995/1996 : Al-Arabi - 1996/1997 : Al-Arabi - 1997/1998 : Al-Ittihad - 1998/1999 : Al-Wakrah - 1999/2000 : Al-Sadd - 2000/2001 : Al-Wakrah - 2001/2002 : Al-Ittihad - 2002/2003 : Qatar Sports Club - 2003/2004 : Al-Sadd - 2004/2005 : Al-Gharrafa - 2005/2006 : Al-Sadd - 2006/2007 : Al-Sadd - 2007/2008 : Al-Gharrafa | - 2008/2009 : Al-Gharrafa - 2009/2010 : Al-Gharrafa - 2010/2011 : Lekhwiya SC - 2011/2012 : Lekhwiya SC - 2012/2013 : Al-Sadd - 2013/2014 : Lekhwiya SC - 2014/2015 : Lekhwiya SC - 2015/2016 : Al-Rayyan SC - 2016/2017 : Lekhwiya SC - 2017/2018 : Al-Duhail SC - 2018/2019 : Al-Sadd - 2019/2020 : Al-Duhail SC - 2020/2021 : Al-Sadd - 2021/2022 : Al-Sadd |